# Language
«Language» es una canción del disc jockey y productor estadounidense Porter Robinson, La canción cuenta con la voz de la cantante Heather Bright. En los Estados Unidos, el sencillo se lanzó en formato digital el 10 de abril, a través del sello discográfico Big Beat Records y promocionada por Spinnin Records. Luego fue lanzada posteriormente en el Reino Unido en formato EP por Ministry of Sound, el 12 de agosto. El sencillo alcanzó el número nueve en el Reino Unido. El video musical está dirigido por Jodeb.

## FILIPINO
| EP digital |                                |          |  |
| N.º        | Título                         | Duración |  |
| 1.         | «Language» (UK Edit)           | 3:19     |  |
| 2.         | «Language» (Extended Mix)      | 6:08     |  |
| 3.         | «Language» (Instrumental)      | 6:07     |  |
| 4.         | «Language» (Instrumental Edit) | 3:42     |  |

## Posicionamiento en listas
| País           | Lista (2011)            | Mejor posición |
| -------------- | ----------------------- | -------------- |
| Escocia        | Scottish Singles Top 40 | 4              |
| Estados Unidos | Dance/Electronic Songs  | 33             |
| Estados Unidos | Dance/Mix Show Airplay  | 7              |
| Irlanda        | Irish Singles Chart     | 63             |
| Reino Unido    | UK Singles Chart        | 9              |
| Reino Unido    | UK Dance Chart          | 3              |
| Reino Unido    | UK Indie Chart          | 1              |

## Historial de lanzamientos
| País        | Fecha                    | Formato          | Sello discográfico | Ref.  |
| ----------- | ------------------------ | ---------------- | ------------------ | ----- |
| Reino Unido | 12 de agosto de 2012     | Descarga digital | Ministry of Sound  | [ 4 ] |
| Australia   | 21 de septiembre de 2012 | Descarga digital | Ministry of Sound  | [ 3 ] |